# 11280 Sakurai
11280 Sakurai eller 1989 TY10 är en asteroid i huvudbältet som upptäcktes 9 oktober 1989 av de båda japanska astronomerna Kazuro Watanabe och Masayuki Yanai vid Kitami-observatoriet. Den är uppkallad efter den japanske amatörastronomen Yukio Sakurai.